# Chorebus anita
Chorebus anita är en stekelart som först beskrevs av Nixon 1943.  Chorebus anita ingår i släktet Chorebus och familjen bracksteklar. Arten är reproducerande i Sverige. Inga underarter finns listade i Catalogue of Life.